# محمد حسن كمال الدين
محمد حسن كمال الدين (مواليد1941) سياسي وشاعر ودبلوماسي ومؤرخ وكاتب وباحث بحريني. عرف بسبب قيامه بنشر الموسوعة الأولى عن التاريخ البحريني من 3000 قبل الميلاد إلى الدولة البحرينية الحديثة وهو أكبر وأول عمل من نوعه في منطقة الخليج العربي.

## النشأة

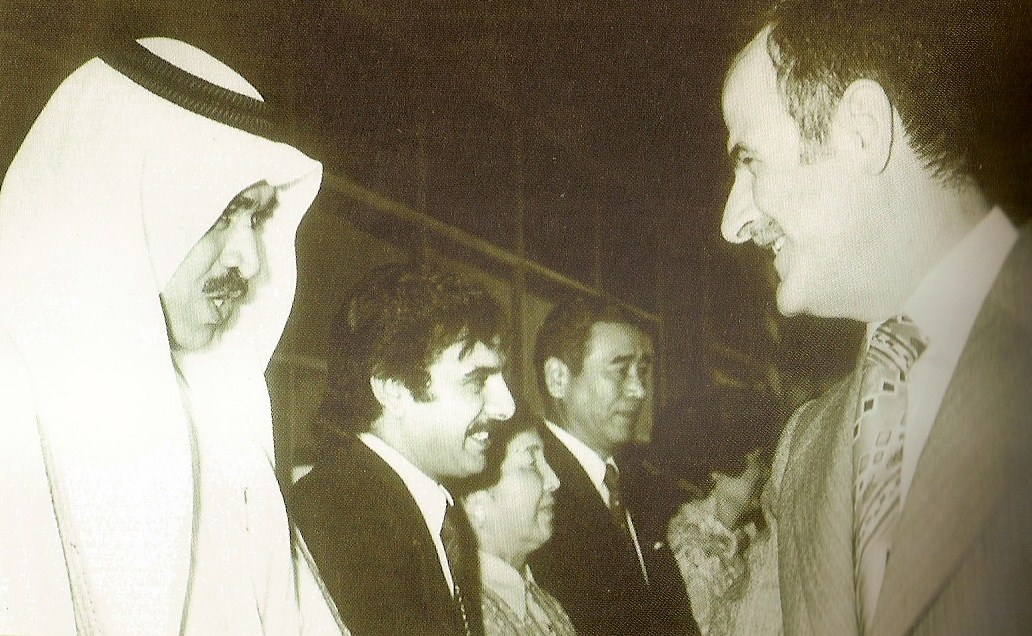
كمال الدين مع الرئيس السوري حافظ الأسد

ولد في عام 1941 في حي النعيم بالمنامة. والده سيد علي كمال الدين كان ثوريا وناشط سياسي ضد النفوذ الاستعماري البريطاني في البحرين ورئيس هيئة الاتحاد الوطني وهي منظمة قومية سياسية شكلت في عقد 1950. في سن السابعة اضطر محمد للعمل في متجر عمه الذي كان يعامله بقسوة. ومع ذلك عند سماع بدء التسجيل في المدارس الابتدائية قام بتسجيل اسمه سرا في قائمة الطلبة حيث كان يقوم بالهروب من العمل مع عمه. لذلك التحق رسميا في مدرسة الغربية الابتدائية في المنامة. خلال حياته المدرسية شارك في العديد من المسابقات وحصل على جوائز في الخطابة والشعر. حاز أيضا على التميز الأكاديمي في جميع سنوات دراسته.

## إنشاء مدرسة لمحو الأمية

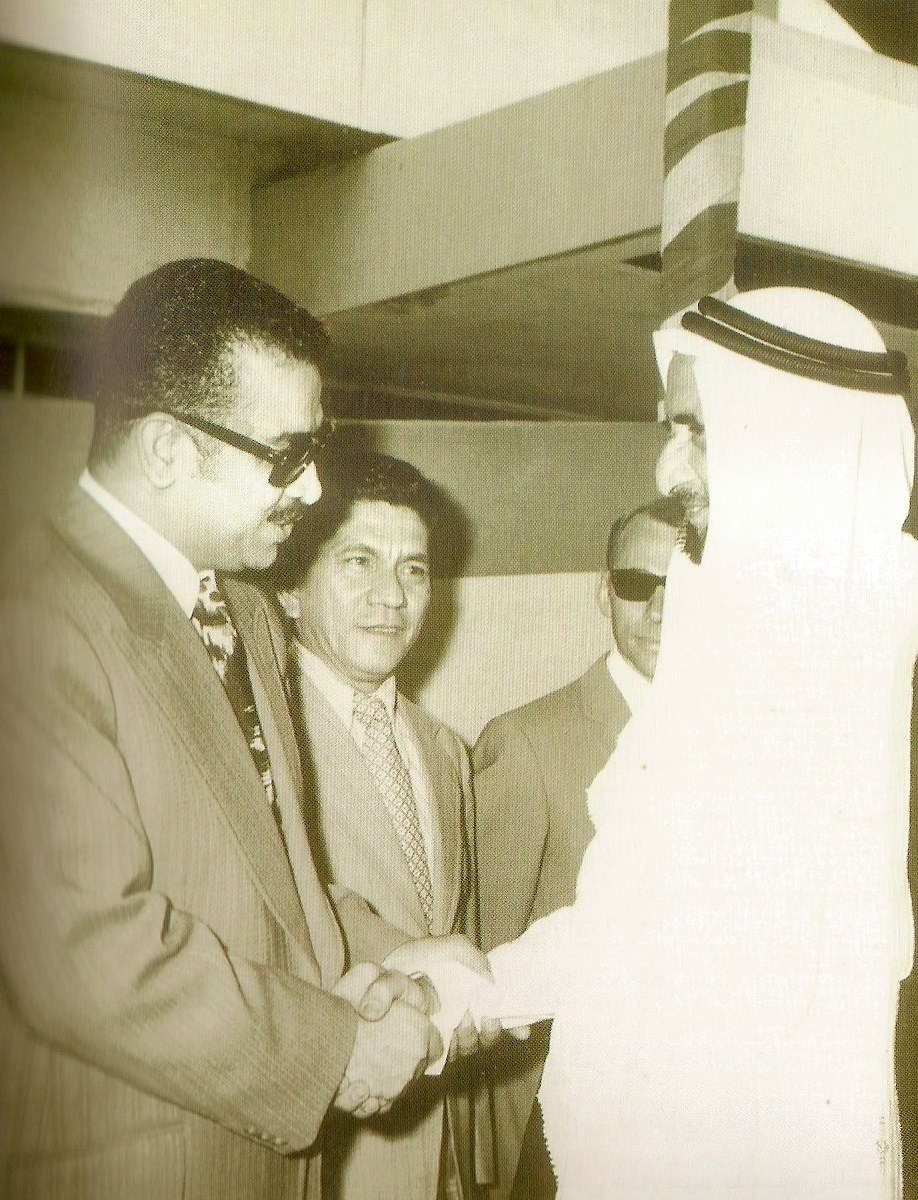
كمال الدين مع حاكم إمارة دبي راشد بن سعيد آل مكتوم.

في سن السادسة عشر تم ترحيل سيد علي كمال الدين والد محمد لمدة 14 عاما من قبل السلطات البريطانية في البحرين برئاسة تشارلز بلجريف جنبا إلى جنب مع سبعة غيره من أعضاء هيئة الاتحاد الوطني بناء على إعلان بأن الهيئة تعتبر منظمة غير قانونية من قبل بريطانيا لأنشطتها ضد النفوذ الاستعماري البريطاني مما يهدد وجودها في البحرين.
في عام 1956 أنشأ كمال الدين أول مدرسة محو الأمية خاصة في البحرين كمساهمة شخصية لمجتمعه تهدف لمحاربة الأمية التي انتشرت في البحرين خلال عقد 1950 من أجل توفير فرصة التعليم للبالغين الأميين حيث أنه لا توجد مدارس رسمية في البحرين قبل عام 1919.
مع مساعدة من كبار السن من الرجال المحليين الذين دعموا وشجعوا هذه الفكرة كان موقع بدء المدرسة في مأتم نوح الغربي حيث قام كمال الدين بتقديم الدروس الخصوصية شخصيا في أساسيات القراءة والكتابة باللغة العربية. زاد عدد الطلاب حيث حضر عدد كبير من الرجال والنساء كبار السن من المنطقة المدرسة. بعد فترة وجيزة قامت وزارة التربية والتعليم في البحرين بالاعتراف بمساهمته الشخصية في المجال الثقافي والذي يعتبر الأول من نوعه في البحرين وقررت توسيع المدرسة من خلال توفير معلم إضافي وتزويد الطلاب بعدد كبير من الكتب التعليمية وفتح قسم للنساء. في ذلك الوقت شهد حي النعيم اتجاه كبير نحو التعليم وبالتالي رفع كمال الدين طلب إلى وزارة التربية والتعليم في البحرين لفتح مدرستين رسميتين عامتين في المنطقة حيث مدرسة للبنين وأخرى للبنات. تم قبول هذا الاقتراح وهكذا أعلنت الوزارة رسميا افتتاح مدرستين جديدتين في حي النعيم في عقد 1960 مما جعل حي النعيم أحد المناطق القليلة في البحرين التي لديها مدارس تعليمية في ذلك الوقت.

## تأسيس نادي النعيم الثقافي

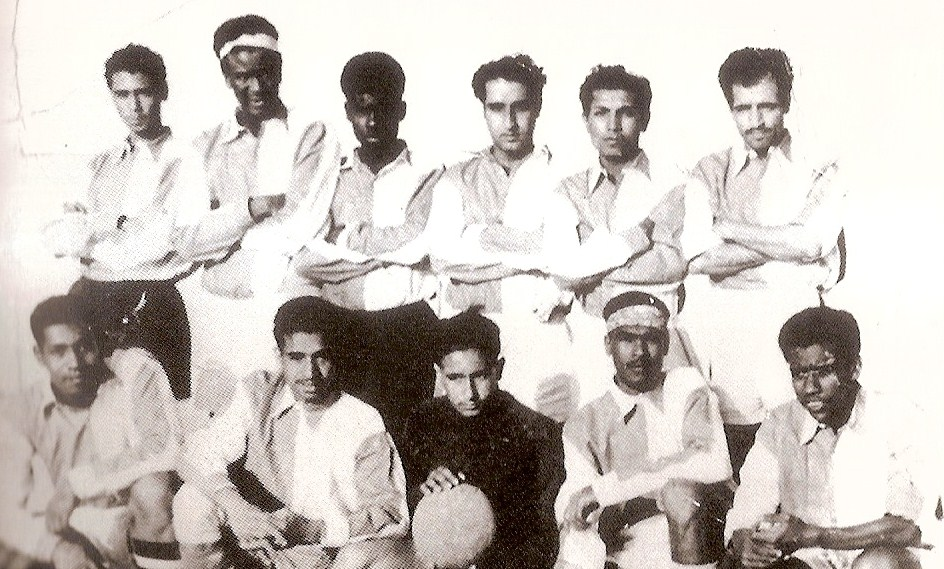
كمال الدين مع أول تشكيل لمنتخب البحرين لكرة القدم في عام 1959 وهو الثاني من اليمين جلوسا

كما كان إنشاء مدرسة لمحو الأمية ناجح على نطاق واسع وأقرتها السلطات الرسمية للدولة فقد قام كمال الدين بتأسيس أول ناد اجتماعي وثقافي ورياضي في حي النعيم في عام 1959. مرة أخرى أشاد الوجهاء المسنين بالفكرة وبالتالي فقد تواصل كمال الدين مع سكرتير حكومة البحرين في ذلك الوقت للحصول على الموافقة رسميا على إنشاء النادي وبالتالي تم تأسيس النادي رسميا في عام 1959. عقد النادي عدة أحداث وأنشطة رياضية واجتماعية وثقافية على المستوى الوطني. تم تشكيل فريق كرة القدم الأول للنادي في عام 1959. أنشأ أيضا المسرح المحلي وأقيمت عدة مسرحيات ذات جودة عالية من قبل الجهات الفاعلة من المنطقة. النادي لا يزال يعمل بوصفه أحد النوادي الثقافية المعروفة في مملكة البحرين تحت اسم «مركز شباب النعيم الثقافي» وكمال الدين هو حاليا الرئيس الفخري.

## التعليم والدراسات
درس كمال الدين الأدب العربي وحصل على بكالوريوس اللغة العربية من جامعة دمشق من سوريا في عام 1969. ثم حصل على شهادة الماجستير في التاريخ من جامعة ميسور في الهند. كما حصل على الدكتوراه الفخرية في التاريخ من معهد التاريخ العربي والتراث العلمي  في بغداد بالعراق.

## المجلس الوطني

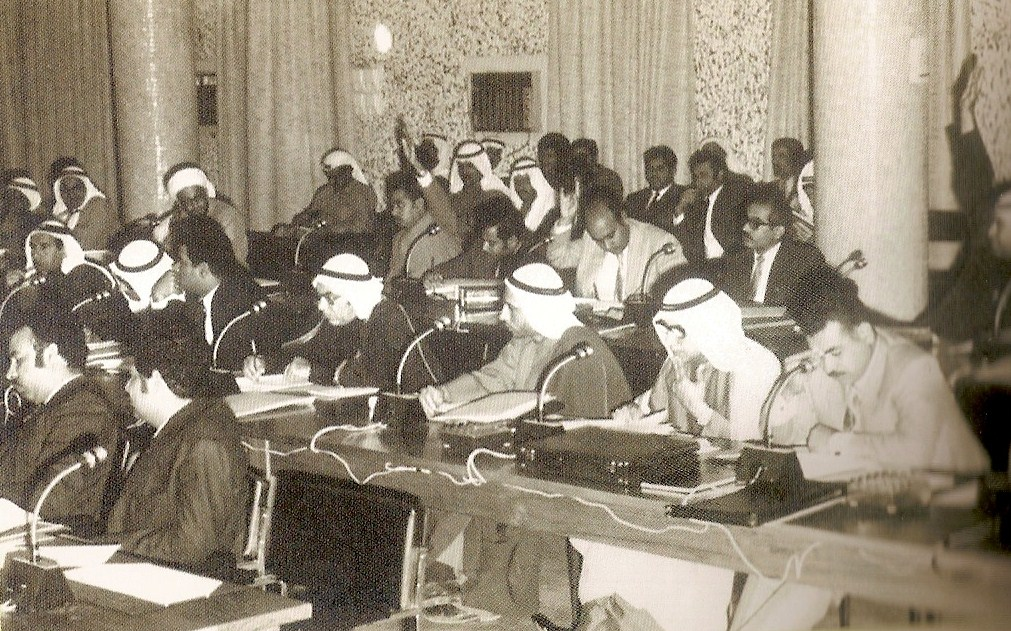
كمال الدين في إحدى جلسات المجلس الوطني عام 1973.

في ديسمبر 1972 انتخب كمال الدين بوصفه عضوا في الجمعية التأسيسية الأولى في البحرين. كانت الانتخابات التي جرت لاختيار أعضاء الجمعية الانتخابات الوطنية الأولى التي عقدت في البحرين. قام التجمع بصياغة واعتماد أول دستور في تاريخ البحرين وكان كمال الدين أصغر عضو في المجلس ومع ذلك لعب دورا كبيرا في مجال تفسير النصوص الدستورية للدول العربية الأخرى وتصحيح لغة مواد الدستور نظرا لتخصصه في اللغة العربية. في عام 1973 صدر الدستور البحريني الأول بنجاح وحل المجلس.

## القنصلية البحرينية في الهند

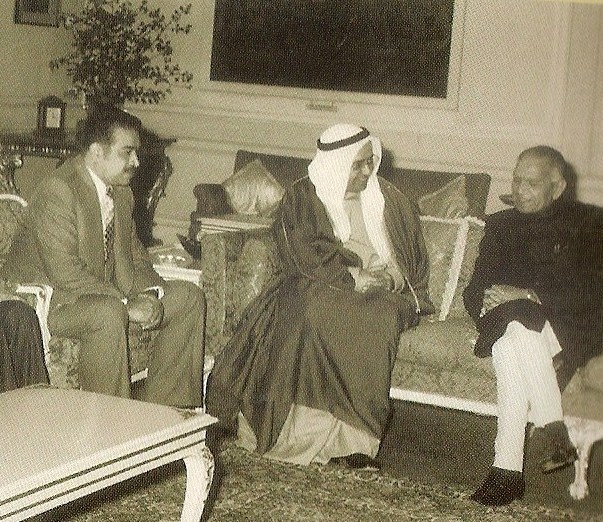
كمال الدين يلتقي رئيس الهند فخر الدين علي أحمد.

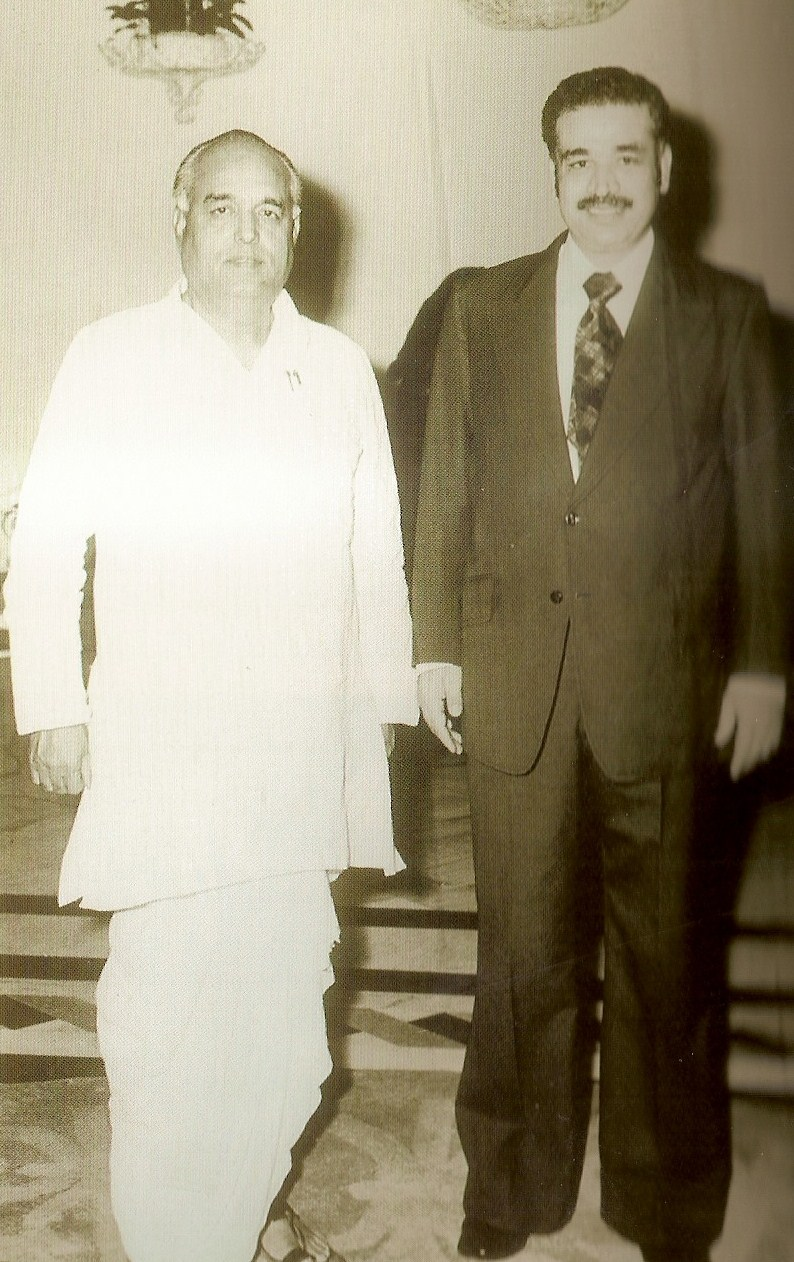
كمال الدين مع فاسانتدادا باتيل رئيس الوزراء السابق في ولاية ماهاراشترا في الهند (1977).

في عام 1974 تم تعيين كمال الدين من قبل وزارة الخارجية كأول قنصل عام بحريني في مومباي بالهند وبالتالي إنشاء أول قنصلية عامة بحرينية في الهند من خلالها مرت معظم المعاملات التجارية مع الهند حيث لم تكن هناك سفارة أو قنصلية بحرينية في الهند في ذلك الوقت. خلال السنوات التي قضاها باعتباره القنصل العام تم تعيينه في منصب نائب رئيس جمعية الصداقة العربية الهندية. نظرا لدوره الكبير في تعزيز العلاقات بين كل من الهند والبحرين أصرت حكومة البحرين على مواصلته عمله باعتباره القنصل العام في الهند لمدة 6 سنوات حتى طلب الاستقالة في عام 1980.

## دوره في مجلس الشورى

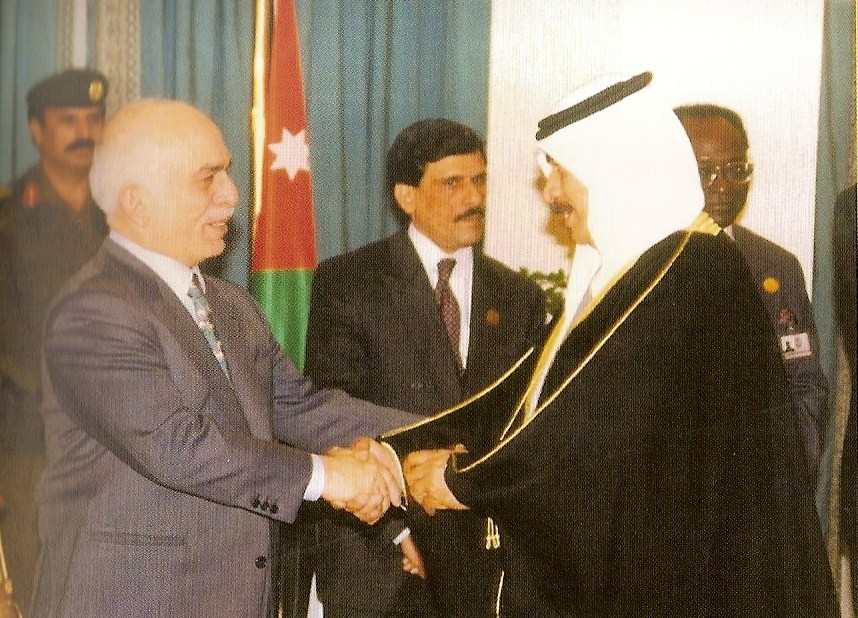
الملك الحسين بن طلال يصافح كمال الدين في الأردن (1996).

من 1992 إلى 2001 تم تعيين كمال الدين عضو في مجلس الشورى لثلاث دورات عندما كان يتكون من غرفة واحدة في ذلك الوقت. كمال الدين جنبا إلى جنب مع غيره من أعضاء مجلس الشورى لعبوا دورا هاما في تمرير عدد كبير من الأعمال والتشريعات خلال عقد 1990. انتخب كمال الدين في منصب الأمين العام للجنة الشؤون الخارجية في مجلس الشورى.
كان لكمال الدين إلى جانب نشاطاته في المجلس العديد من الأنشطة الشخصية والتبرعات. خلال حرب الخليج الثانية شكلت لجنة وطنية خيرية لدعم الضحايا العراقيين من الحرب والحصار التالي عليهم وسافر عدة مرات بدعم من الحكومة البحرينية إلى العراق لتزويد المستشفيات والأسر المحلية بكميات كبيرة من الأدوية والمواد الغذائية التي تبرع بها البحرينيين للجنة.
أحد إسهاماته الشخصية هي محاولة مهمة المساعي الحميدة في العراق. أثار اقتراح للحكومة أنه يقوم شخصيا بمهمة المساعي الحميدة في العراق بموافقة الحكومة على هذا الاقتراح وأعرب عن أمله في نجاح البعثة. تتركز مهمته على جانبين هما: الحصول على توضيحات من الحكومة العراقية حول امتلاكهم من عدمه لأسلحة الدمار الشامل وطلب تغيير لهجة العراق في الخطاب السياسي مع دول الخليج لضمان استبعاد نوايا الغزو المستقبلي للأراضي الإقليمية في الخليج. التقى كمال الدين وفقا لأعلى الأرقام الموثوقة في العراق بما في ذلك قصي صدام حسين نجل الرئيس العراقي السابق صدام حسين. ضم اللقاء بعض رموز السلطة العليا في كل من العراق ودول مجلس التعاون الخليجي للمفاوضات. ومع ذلك لأسباب سياسية فشلت المفاوضات ولم تتحقق أهداف البعثة.

## وزارة الدولة
إثر إصدار الدستور الثاني للبحرين في عام 2002 تم تعيين كمال الدين وزيرا للدولة.

## موسوعة تاريخ البحرين
في عام 2001 أرسل كمال الدين رسالة إلى رئيس الوزراء البحريني خليفة بن سلمان بن حمد آل خليفة يشير إلى تشكيل فريق متخصص لكتابة تاريخ البحرين منذ 3000 سنة قبل الميلاد حتى الدولة البحرينية الحديثة. وافق خليفة على الاقتراح وتشكلت «لجنة كتابة موسوعة تاريخ البحرين» رسميا برئاسة كمال الدين. هذه الموسوعة هي الأولى من نوعها في البحرين ومنطقة الخليج وتضم 10 أجزاء كل جزء يحتوي ما بين 350 إلى 450 صفحة. في عام 2004 تم الانتهاء من المشروع وأصبحت الموسوعة جاهزة للنشر. ومع ذلك فقد أعيق نشر الموسوعة عمدا بسبب رفض السلطات الحكومية لنشرها عند انتهائها ولم يتم إعطاء أي مبرر معقول لهذا الرفض. ومع ذلك بعد خمس سنوات من التأخير غير المبرر من قبل الحكومة قام كمال الدين بنشر الأجزاء الأربعة الأولى من الموسوعة في فبراير 2010 على نفقته الخاصة.

## منشورات أخرى
بالإضافة إلى موسوعة التاريخ البحريني نشر كمال الدين 9 كتب أخرى وهي:
- موسوعة تاريخ البحرين.
- مذكرات وزير على ساحل الفشل: عبارة عن مجموعة من مذكراته الشخصية.
- على ضفاف الوطن: سيرة والده علي كمال الدين الثوري الشهير البحريني خلال النفوذ الاستعماري البريطاني في البحرين في عقد 1950.
- عبقرية الانتماء: كتاب السيرة الذاتية عن شركة الفردان العائلية وهي إحدى العائلات التجارية الرائدة في منطقة الخليج ومؤسسي تجارة اللؤلؤ والذين هم من أصل بحريني.
- حقوق الإنسان بين حلف الفضول وميثاق الأمم المتحدة: كتاب يتضمن بحث حول الصلة بين مبادئ حقوق الإنسان الواردة في ميثاق الأمم المتحدة والمبادئ الواردة في وثيقة حلف الفضول.
- وجهان في المسيرة: السيرة الذاتية لاثنين من الشخصيات السياسية المعروفة في البحرين وهما علي فخرو ومحمد بن مبارك آل خليفة.
- تاريخ الشرائع والقوانين بين دلمون ووادي الرافدين: وهو بحث عن القوانين التي كانت موجودة في حضارة دلمون وعلاقتها مع حضارة بلاد ما بين النهرين.
- ألف حكمة ومثل.
- الفنان عبد الله المحرقي – إبداع متميز: وهو السيرة الذاتية للفنان البحريني الشهير دوليا عبد الله المحرقي.
- الهيرات: الكتاب يتحدث عن الغوص بحثا عن اللؤلؤ.

## الشعر
كمال الدين أحد أشهر الشعراء في البحرين ومنطقة الخليج العربي. نشر ست مجموعات شعرية تحتوي على عدد كبير من القصائد حسب الأساليب التقليدية والحديثة. كان يمثل البحرين في العديد من المؤتمرات الشعرية في جميع أنحاء منطقة الشرق الأوسط وحصل على وسام جوقة الشرف للتميز في الشعر من قبل ملك البحرين حمد بن عيسى بن سلمان آل خليفة.

## عضويات أخرى
1. عضو المؤلفين البحرينيين وجمعية الكتاب.
2. عضو المجلس الوطني للثقافة والفنون والآداب.
3. عضو جمعية تاريخ وآثار البحرين.
4. عضو اتحاد المؤرخين العرب.
5. عضو مجلس أمناء مركز عيسى الثقافي الملكي.
6. نائب رئيس صندوق الزكاة والصدقات – مملكة البحرين.
7. مؤسس ورئيس اللجنة الأهلية لتكريم رواد الفكر والإبداع في العام 2000.
8. مؤسس نادي النعيم الثقافي والرياضي عام 1957.
9. عضو المجمع العلمي للسادة الأشراف بالعراق.
10. رئيس مجلس إدارة مكتب دلمون للمحاماة والاستشارات القانونية.
11. الرئيس الفخري لصندوق النعيم الخيري.
12. الرئيس الفخري لمركز شباب النعيم الثقافي.

## الجوائز
- وسام المفغور له بإذن الله الأمير الراحل الشيخ عيسى بن سلمان آل خليفة للعمل الوطني.
- وسام البحرين من الدرجة الأولى في ميدان الشعر.